# 20 (album JWP i Bez Cenzury)
20 – trzeci mixtape polskich zespołów muzycznych JWP oraz Bez Cenzury. Wydawnictwo ukazało się 20 stycznia 2017 roku nakładem wytwórni muzycznej RHW Records. Album został wydany z okazji 20-lecia działalności grupy JWP. W utworze "Word Wide" gościnnie wystąpiła pochodząca ze Stanów Zjednoczonych grupa Smif-n-Wessun, pojawili się Oni także w teledysku do tego utworu.

## Lista utworów
| Nr  | Tytuł utworu | Rap                        | Produkcja                 | Długość |
| --- | --- | -------------------------- | ------------------------- | ------- |
| 1.  | „Intro” (Scratche: Falcon1) |                            | Falcon1                   | 1:30    |
| 2.  | „20 Lat Później” (Scratche: DJ Flip) | Ero • Kosi • Siwers        | Szczur                    | 3:48    |
| 3.  | „Kto Ma” | Ero • Siwers • Łajzol      | Szczur                    | 3:06    |
| 4.  | „Word Wide” (Gościnnie:Smif-n-Wessun • Scratche: Falcon1)                                                                                        | Ero, Kosi, Siwers, Łajzol  | Szczur                    | 3:26    |
| 5.  | „Ma Być” (Scratche: Falcon1) | Kosi • Siwers • Łajzol     | Szczur                    | 3:36    |
| 6.  | „Heta” (Scratche: Falcon1) | Ero • Kosi                 | Noize From Dust           | 2:52    |
| 7.  | „Premiership” (Scratche: Falcon1) | Ero • Siwers • Łazol       | Jendras                   | 3:43    |
| 8.  | „Lunatyk” (Gościnnie: Jeżozwierz • Scratche: Falcon1)                                                                                            | Kosi • Siwers              | Falcon1                   | 3:16    |
| 9.  | „Labirynt” (Scratche: Falcon1) | Ero • Kosi • Siwers        | Szczur                    | 3:30    |
| 10. | „Warzone” (Gościnnie: Mecca Star) | Ero • Kosi • Miki • Łajzol | Noize From Dust • Siódmy  | 4:39    |
| 11. | „C.M.P” (Scratche: Falcon1) | Ero • Siwers               | Szczur                    | 3:38    |
| 12. | „Nasze 5 Minut” (Gościnnie: Freeway • Scratche: DJ Mini • Szymon Sieńko: miksowanie • Michał Grott: gitara basowa • Derrick Mackenzie: perkusja) | Ero • Kosi • Miki • Łajzol | Grand Reserve             | 5:30    |
| 13. | „Kolejny Dzień” (Scratche: Falcon1) | Kosi • Miki • Łajzol       | Szczur                    | 3:35    |
| 14. | „Wy Kurwy” (Gościnnie: Popek • Scratche: Falcon1)                                                                                                | Ero • Siwers • Łajzol      | Szczur                    | 4:51    |
| 15. | „Świetna Trójca” (Gościnnie: Magda Solarz) | Ero • Siwers • Łajzol      | Szczur                    | 3:48    |
| 16. | „Jeszcze Jedno / Skandal Cover” | Kosi • Siwers • Łajzol     | Night Marks Electric Trio | 2:28    |
| 17. | „Miasto” (Scratche: Falcon1) | Kosi • Siwers              | Siwers                    | 3:24    |
| 18. | „Outro” |                            |                           | 0:55    |
|     | |                            |                           | 1:01:35 |

## Listy sprzedaży
| Lista | Kraj   | Pozycja |
| ----- | ------ | ------- |
| OLiS  | Polska | 3       |